# Червоноколірні відклади

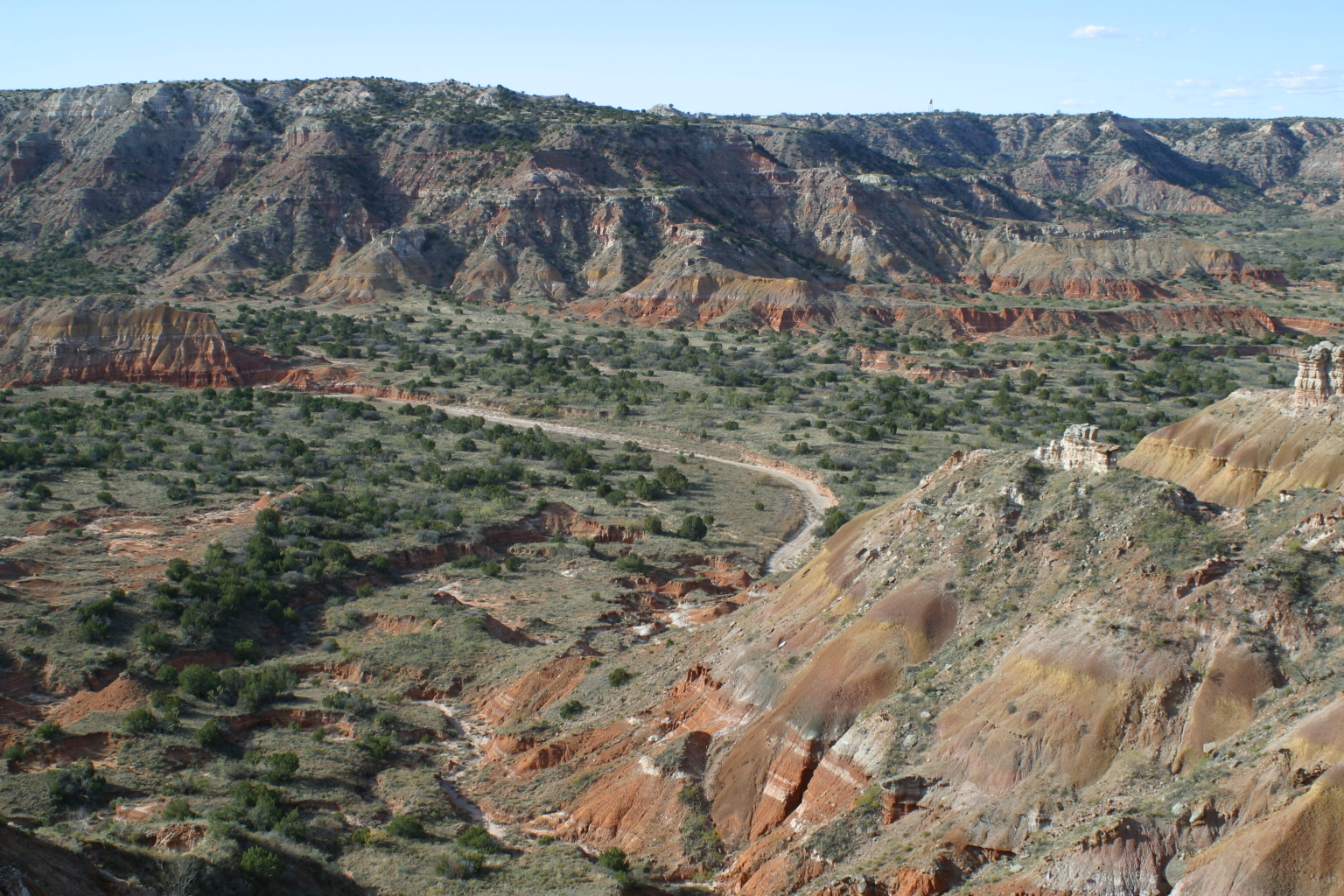
Червоноколірні відклади в Palo Duro Canyon

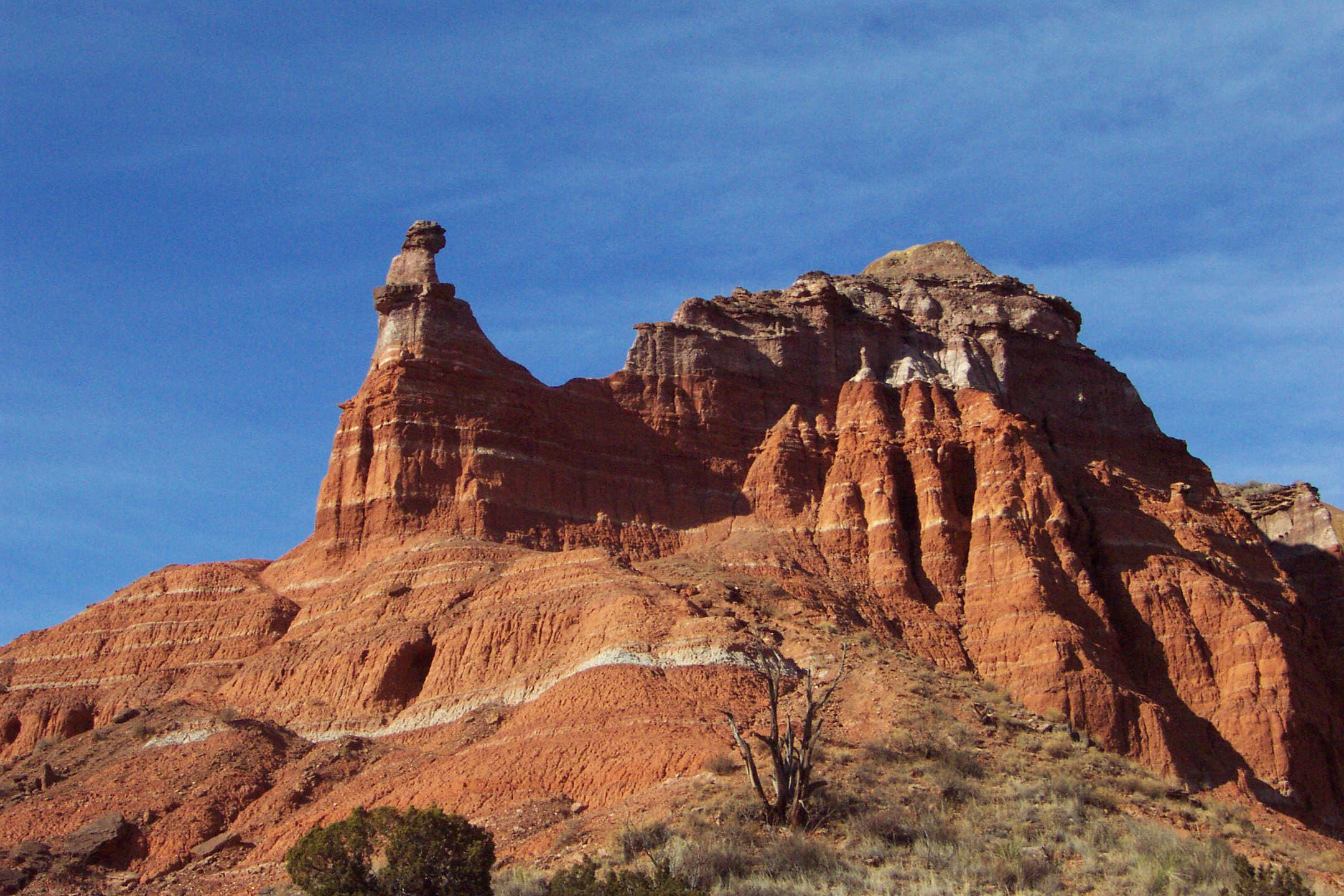
Червоноколірні відклади в Пало-Дуро

Червоноколірні відклади (рос. красноцветные отложения, англ. red beds, нім. rote Ablagerungen) — комплекс осадових гірських порід, що складаються переважно з глин, алевролітів і пісковиків з прошарками вапняків і гіпсу, мають червоне забарвлення, яке зумовлене гідроксидами і оксидами заліза, що тонкою плівкою обволікає піщані та глинисті частинки. 
Червоний колір, карбонатність, а місцями і загіпсованість вказують на утворення цих відкладів в умовах сухого клімату. 
У районах, де червоноколірні відклади були перероблені підземними водами можуть з'являтися зелені горизонти (прошарки). 
Формування червоноколірних відкладів відбувалося протягом майже всієї геологічної історії — від докембрію до неогену (найпоширеніші кембрійські, девонські, пермські, тріасові, крейдові і палеоген-неогенові червоноколірні відклади). 
З червоноколірними відкладами пов'язані родовища руд міді (мідисті пісковики), урану, ванадію, флюориту, целестину, гіпсу, солей, нафти.